# Neottianthe
Neottianthe là một chi thực vật thuộc họ Orchidaceae. Chi này có các loài sau:
- Neottianthe camptoceras (Rolfe ex Hemsl.) Schltr. (1919)
- Neottianthe compacta Schltr. (1924)
- Neottianthe cucullata (L.) Schltr. (1919)
- Neottianthe luteola K.Y.Lang & S.C.Chen (1996)
- Neottianthe oblonga K.Y.Lang (1997)
- Neottianthe ovata K.Y.Lang (1997)
- Neottianthe secundiflora (Kraenzl.) Schltr. (1919)